# Hilde (Film)
Im biografischen Spielfilm Hilde spielt Heike Makatsch die Sängerin und Schauspielerin Hildegard Knef (1925–2002). Die deutsche Produktion aus dem Jahr 2009 folgt weitgehend der Autobiografie der Künstlerin mit dem Titel Der geschenkte Gaul.

## Handlung
1966 kommt Hildegard Knef nach Deutschland zurück, um ein Konzert in der Berliner Philharmonie zu geben. In Berlin wird sie auf dem Flughafen Tempelhof von Journalisten und Autogrammjägern empfangen. Sie bereitet sich auf das Konzert vor und denkt an ihr Leben zurück. 
1943 spricht sie für ein Schauspielstudium bei Else Bongers vor. Sie möchte zur Universum Film (UFA) nach Babelsberg. Gegen den Willen ihrer Mutter Frieda beginnt sie mit dem Studium und lernt Ewald von Demandowsky kennen. Demandowsky ist Reichsfilmdramaturg und Produktionschef der Tobis. Hilde beginnt eine Affäre mit Demandowsky und erhofft sich eine erste Filmrolle. Ihre Hoffnungen zerschlagen sich, als Demandowsky kurz vor Kriegsende in den Volkssturm eingezogen wird; Hilde folgt ihm als Soldat verkleidet. Sie kommen in Kriegsgefangenschaft, aus der Hilde bald entlassen wird. 
Wieder daheim lernt sie den Pianisten Ricci kennen, der sie überredet mit ihm aufzutreten. Über Ricci lernt sie den Theaterregisseur Boleslaw Barlog kennen. Der besetzt sie in einem Stück im wieder eröffneten Schlossparktheater. In dieser Zeit verliebt sich der jüdische Filmoffizier Kurt Hirsch, der mit den US-Truppen nach Deutschland gekommen ist, in die attraktive junge Frau. Im Publikum der Premiere im Schlossparktheater sitzt auch der Filmproduzent Erich Pommer, der aus dem Exil nach Berlin zurückgekehrt ist. Durch Pommer erhält Hildegard Knef die Hauptrolle in dem Film Die Mörder sind unter uns. Während dieser Premiere wird der zum Tode verurteilte Ewald von Demandowsky von sowjetischen Soldaten exekutiert.
Hildegard Knef heiratet Kurt Hirsch und zieht mit ihm nach Hollywood. Dort erhält sie einen Siebenjahresvertrag bei David O. Selznick. Außer Probeaufnahmen passiert jedoch nichts, und sie fühlt sich nutzlos. Als sie in Deutschland die Hauptrolle für Willi Forsts Film Die Sünderin angeboten bekommt, greift sie zu. Mit Pommers Hilfe kann sie sich aus dem Vertrag mit Selznick lösen und kehrt nach Deutschland zurück. Die Sünderin wird aufgrund einer Nacktszene zum Skandal im prüden Nachkriegsdeutschland und macht Hildegard Knef zur Persona non grata. Die Ehe mit Kurt Hirsch scheitert, als sie sich für die Arbeit an einem Film mit Anatole Litvak entschließt, statt mit ihrem Ehemann wieder nach Amerika zurückzukehren. 
Ohne Kurt Hirsch startet sie schließlich ihre internationale Karriere. Sie spielt an der Seite von Stars wie Gregory Peck und hat einen mehrjährigen Erfolg am Broadway mit dem Musical Silk Stockings. Bei einem Aufenthalt in London lernt sie David Cameron kennen. Sie scheint mit ihm glücklich zu sein. Nach dem Erfolg am Broadway beginnt sie eine weitere Karriere als Sängerin. Sie geht ins Studio und nimmt Lieder in deutscher Sprache auf, zu denen sie die Texte geschrieben hat. Als sie 1966 das Konzert in der Berliner Philharmonie singen soll, erfährt sie kurz vor dem Auftritt, dass Erich Pommer gestorben ist. Ihm widmet sie das Konzert.

## Kritiken
Bei der Kritik kam Hilde tendenziell schlecht an. Selbst Heike Makatsch, die in einigen Rezensionen als Lichtblick gewertet wurde, musste sich vereinzelt vorwerfen lassen, sie wirke trotz aller Anstrengung wie zitierend und ihre Stimme ordinär (Der Spiegel), oder sie liefere die Knef-Zitate in einem „pathetischen, aber seelenlosen Deklamationston“ (taz). Andere Kritiken hoben hervor, ihre Präsenz komme jener von Knef nahe, sie sei das „Kraftzentrum“ des Films und gebe eine perfekte, verblüffende Imitation. Die Welt hielt die Mischform zwischen „Heike“ und „Hilde“, eine „Hilke“, für den einzigen Reiz des Films.
Den gesamten Film könne aber auch sie nicht retten, letztlich sei er öde, wirke eher bieder, sei „weitgehend zäh“ oder ein „Trauerspiel“. Das Potenzial, das in Knefs Leben stecke, vertue er. „Der Film ist umtriebig, statt sich auf seine Hauptfigur zu konzentrieren, und strebt in die Ferne, statt Nähe zur Knef zu erzeugen.“ So bleibe unklar, was Knefs Persönlichkeit eigentlich ausmachte, und die Faszination nicht spürbar. Man erfahre kaum, wer Knef war, denn der Regisseur gebe sich mit „erschütternd wenig zufrieden. Gegen sein Knef-Bild wirkt der Wikipedia-Eintrag zu Hildegard Knef wie eine hochdifferenzierte Charakterstudie.“ Die Gestalt Knef lasse über die ersten zwei Drittel kalt, meinte der film-dienst, sie werde erst am Ende bewegend und nachfühlbar. Der Tagesspiegel warf dem Film vor, keine Haltung zur porträtierten Persönlichkeit zu haben. Beispielsweise sei es umstritten, inwieweit die Kriegserlebnisse in Knefs Autobiografie wahr seien, „sie wirken hyperreal und gleichzeitig merkwürdig unkonkret.“ Der Film übernehme diese Sicht in Form einer nah am Geschehen platzierten Handkamera. Man bemängelte zudem die ungeeignete Erzählstruktur. Die Rahmenhandlung sei eine „dermaßen billige Klammer“, und die damit implizierte Konzentration auf den Aufstieg der Knef, deren Höhen und Tiefen sie zum Star machten, nehme dem Stoff die Kraft. Vielfach stellten die Kritiker fest, der Film blättere sich von einer zur nächsten Lebensstation durch, und dieses detaillierte Abhaken vermittle keinen Erkenntnisgewinn.

## Auszeichnungen
Hilde wurde 2010 in vier Kategorien für den Deutschen Filmpreis nominiert (Beste Maske, Kostüme, bestes Szenenbild, Kamera).

## Kritikenspiegel
Gemischt
- Cinema Nr. 4/2009, S. 56, Kurzkritik von Jochen Schütze: Hilde

Eher negativ
- film-dienst Nr. 6/2009, S. 54–55, fd 39173, von Katharina Zeckau: Hilde
- Der Tagesspiegel, 14. Februar 2009, S. 25, von Christian Schröder: Emanzipation im Tonstudio
- Die Welt, 14. Februar 2009, S. 29, von Peter Zander: Eins und eins, das macht zwei

Negativ
- Der Spiegel, 9. März 2009, S. 151, nicht gezeichnete Kurzkritik: Kino in Kürze. Hilde
- Der Standard, 11. März 2009, S. 10, Kurzkritik von „irr“: Jetzt der nächste Lebensabschnitt, bitte!
- taz, 14. Februar 2009, S. 32, von David Denk: Ein Aufstieg ohne Fall